# Lype nitida
Lype nitida är en nattsländeart som beskrevs av Statzner 1976. Lype nitida ingår i släktet Lype och familjen tunnelnattsländor. Inga underarter finns listade i Catalogue of Life.